# Surveyor 7

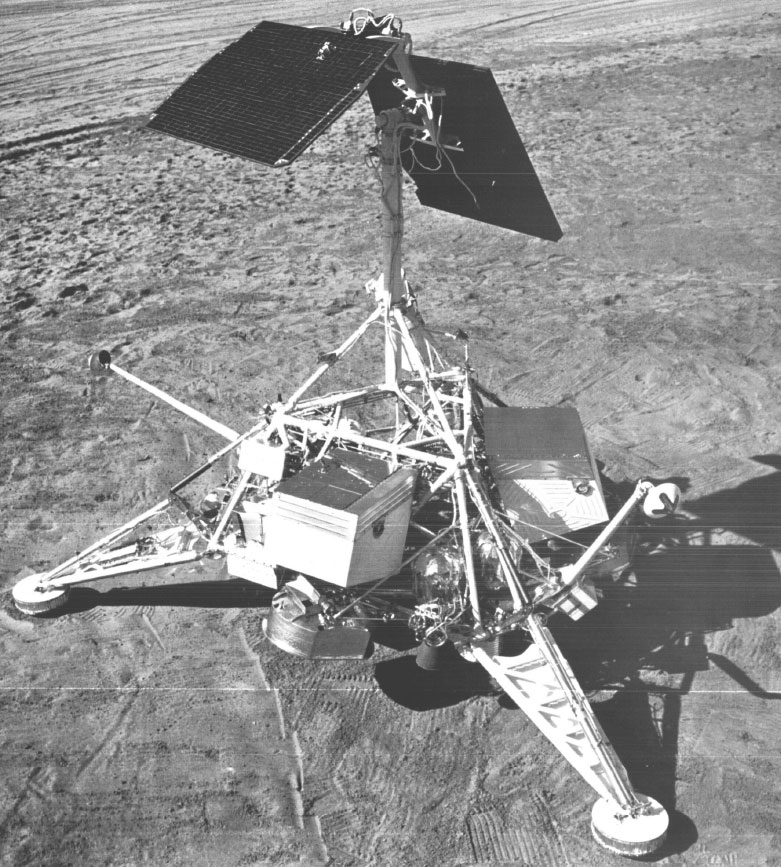
A sonda Surveyor 7.

A Surveyor 7, foi o sétimo e último módulo lunar do Programa Surveyor estadunidense enviado para explorar a superfície da lua. Um total de 21 091 fotos foram transmitidas para a Terra.

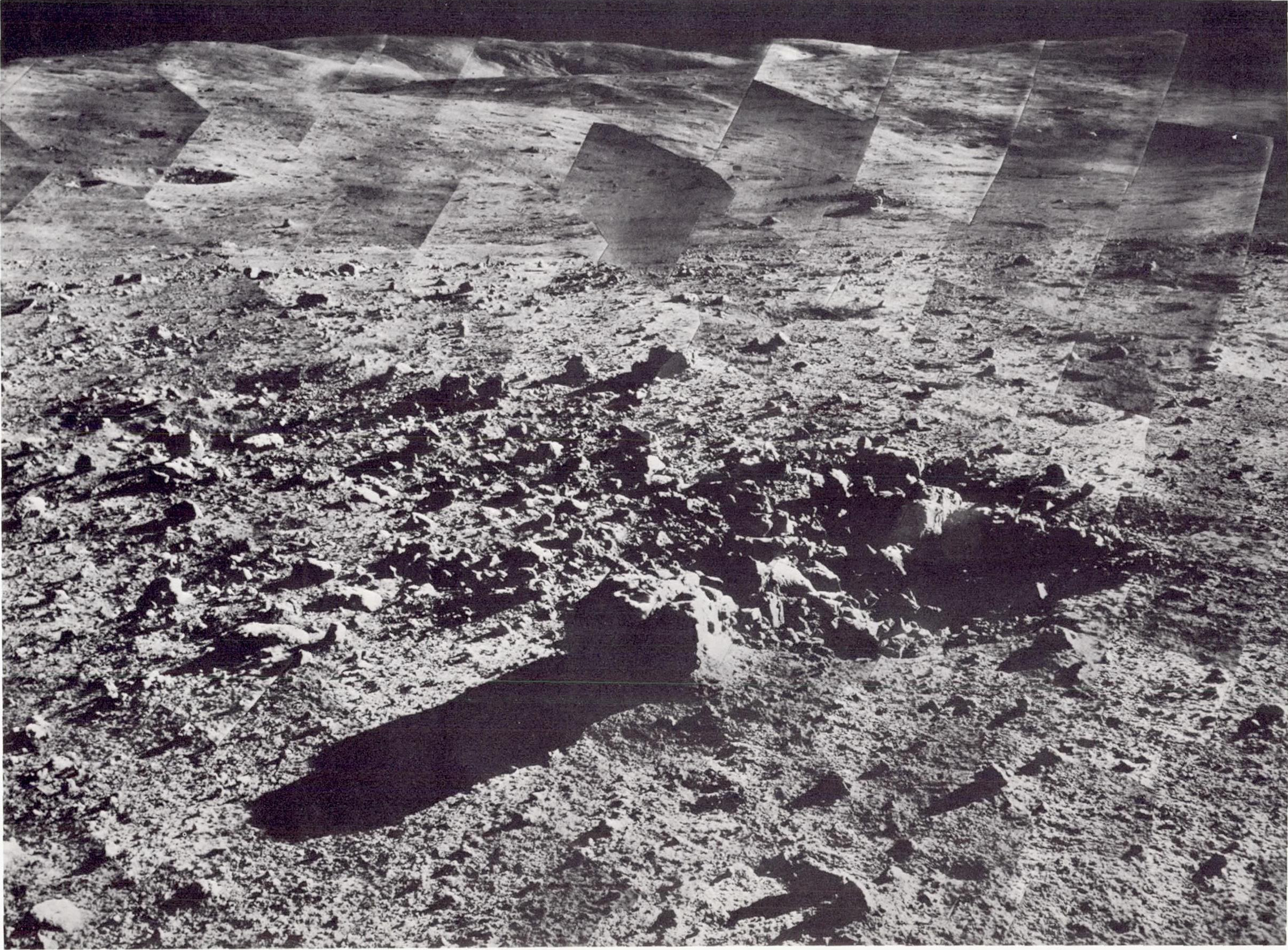
Foto mosaico de um panorama tirado pelo Surveyor 7 de seu local de pouso.

Os objetivos desta missão eram realizar um pouso suave lunar (em uma área bem afastada dos mares para fornecer um tipo de fotografia de terreno e amostra lunar significativamente diferente daquelas de outras missões de Surveyor); obter imagens de TV; determinar as abundâncias relativas de elementos químicos; manipular o material lunar; obter dados de dinâmica de toque; e obter dados de refletividade térmica e de radar. Esta espaçonave era semelhante em design aos Surveyors anteriores, mas carregava mais equipamento científico, incluindo uma câmera de televisão com filtros polarizadores, ímãs em barra em duas patolas, dois ímãs em ferradura na concha de superfície e espelhos auxiliares. Dos espelhos auxiliares, três foram usados para observar áreas abaixo da espaçonave, um para fornecer vistas estereoscópicas da área de superfície, e sete para mostrar o material lunar depositado na espaçonave. A espaçonave pousou no superfície lunar em 10 de janeiro de 1968, na borda externa da cratera Tycho. As operações da espaçonave começaram logo após o pouso e foram encerradas em 26 de janeiro de 1968, 80 horas após o pôr do sol. Em 20 de janeiro, enquanto a nave ainda estava à luz do dia, a câmera de TV viu claramente dois feixes de laser apontados para ela do lado noturno do crescente da Terra, um do Observatório Nacional Kitt Peak, em Tucson, Arizona, e o outro na Table Mountain em Wrightwood, Califórnia.
As operações no segundo dia lunar ocorreram de 12 a 21 de fevereiro de 1968. Os objetivos da missão foram totalmente atendidos pelas operações da espaçonave. Danos na bateria foram sofridos durante a primeira noite lunar e o contato da transmissão foi subsequentemente esporádico.
O Surveyor 7 foi a primeira sonda a detectar o brilho fraco no horizonte lunar após o anoitecer, que agora é considerado luz refletida da poeira lunar levitada eletrostaticamente.

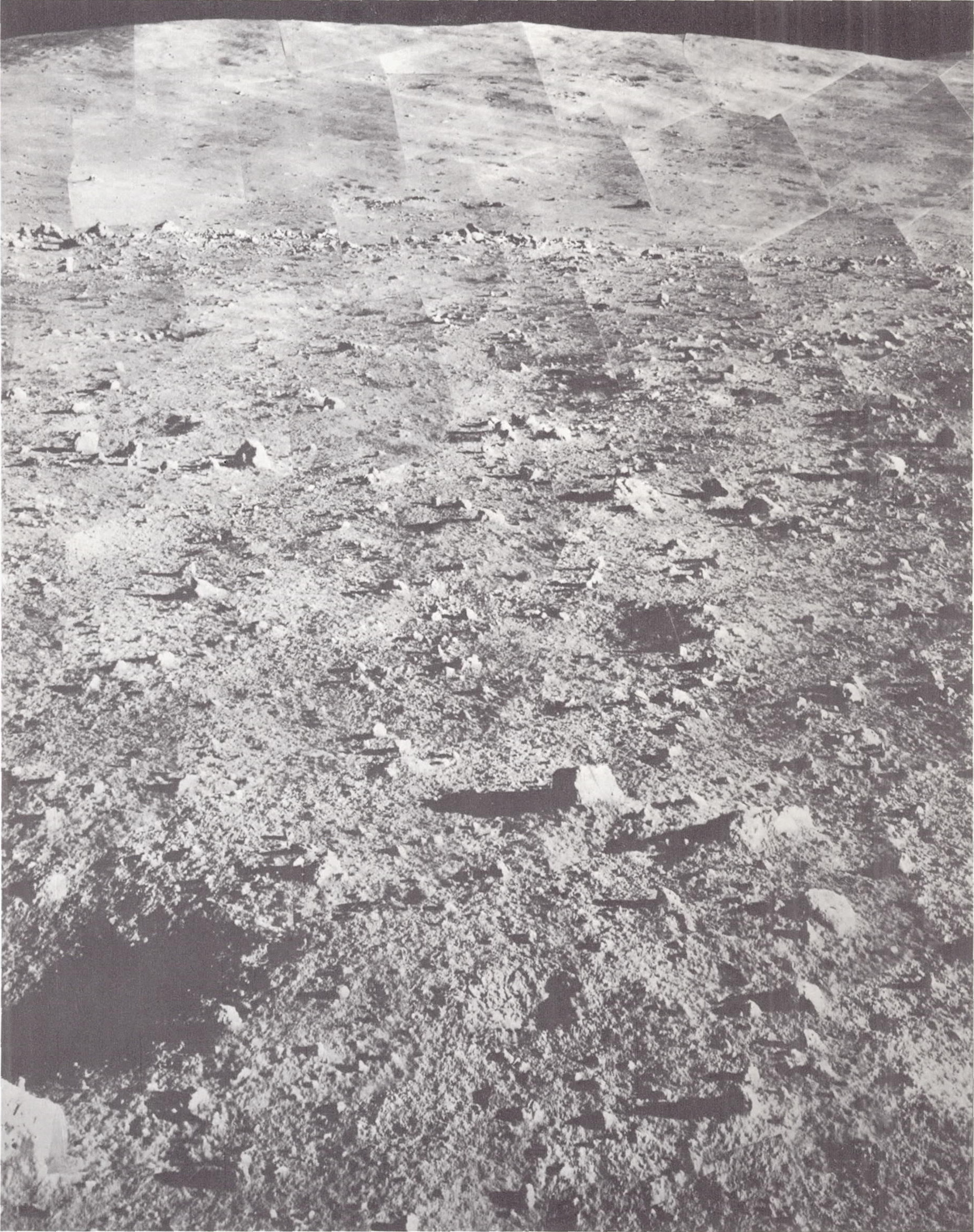
Panorama da superfície
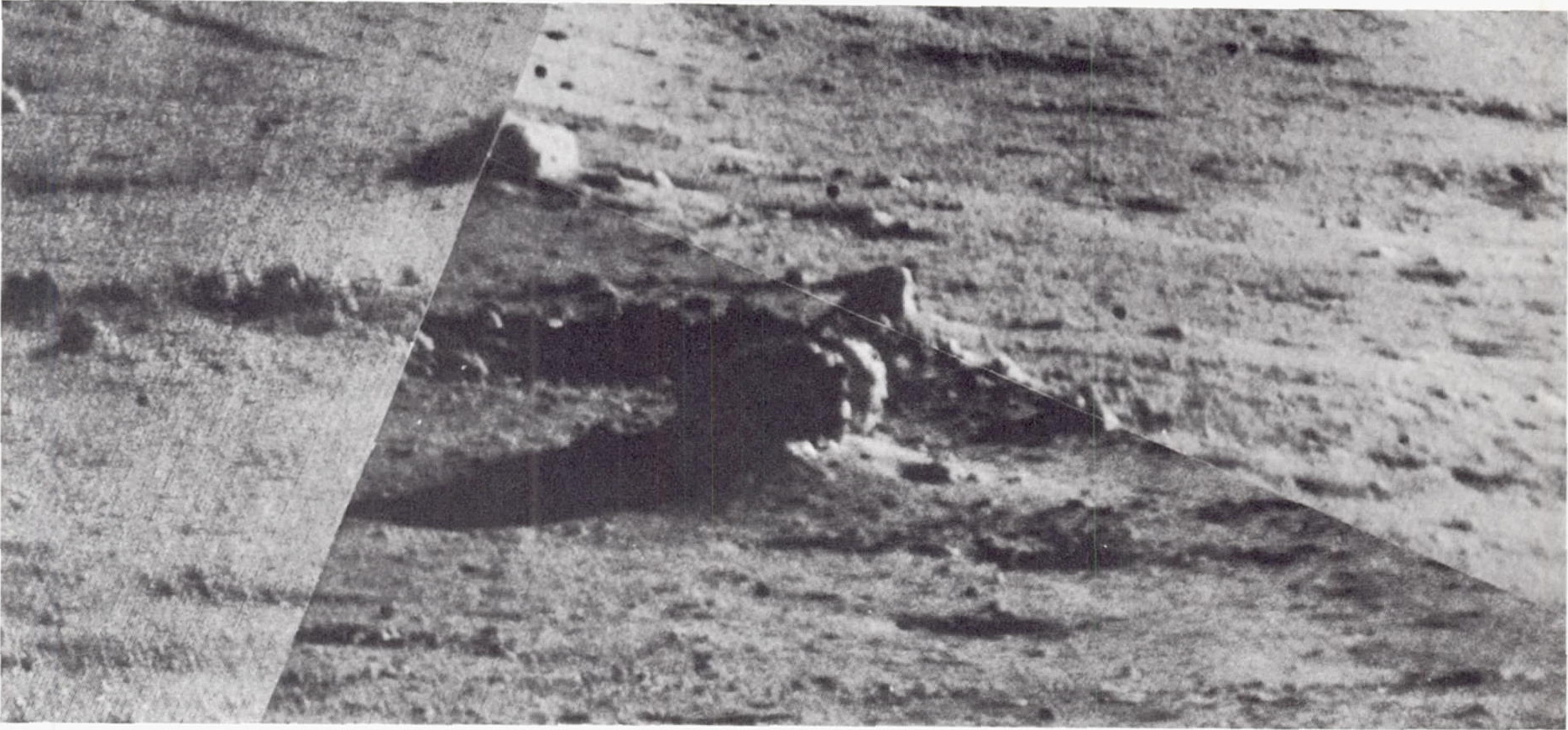
Uma área de 350 metros a nordeste da espaçonave mostrando um grande bloco de cerca de 5 metros de largura e 2 metros de altura
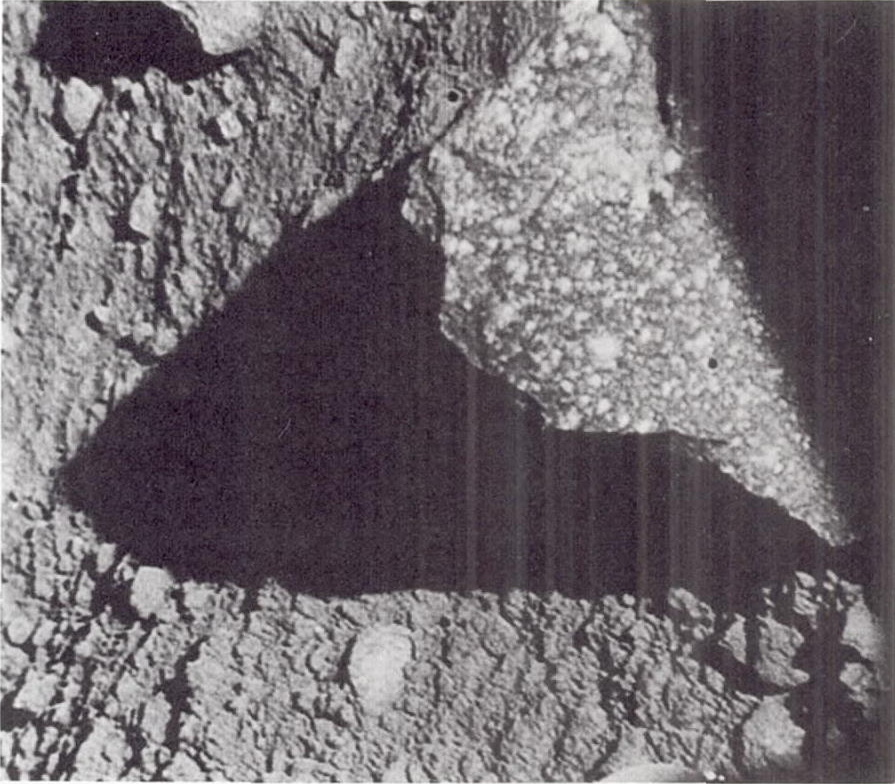
Rocha manchada com 25 cm de diâmetro, cerca de 2 metros do Surveyor 7
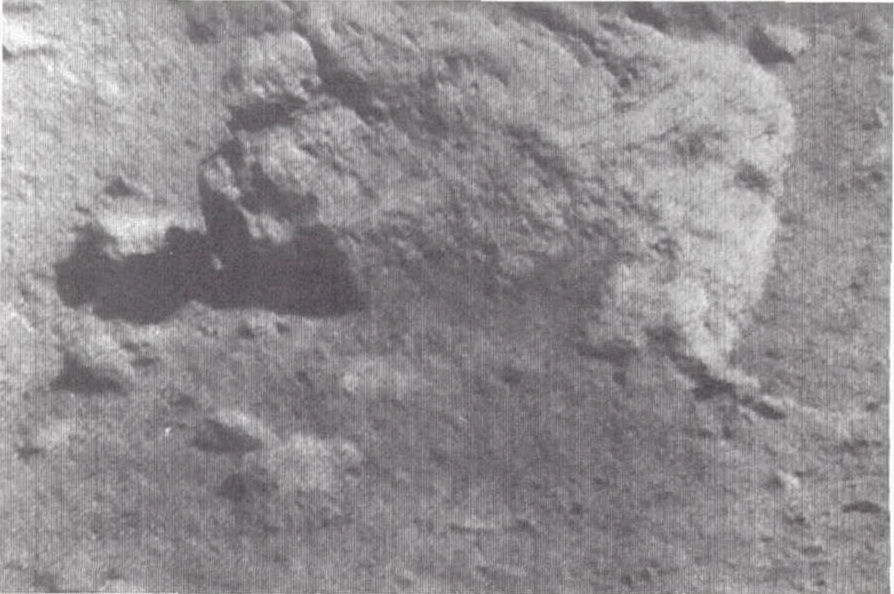
Fragmento vesicular com cerca de 35 cm de diâmetro, cerca de 7 metros do Surveyor 7